# 藏虫实
藏虫实（学名：Corispermum tibeticum）为苋科虫实属的植物。分布在中亚地区以及中国大陆的青海、西藏等地，生长于海拔2,300米至4,500米的地区，一般生长在河漫滩、高海拔地区或河边沙地，目前尚未由人工引种栽培。
其种加词“tibeticum”意为“西藏的”。

## 异名
- Corispermum tibeticum Iljin var. pilocarpum R. F. Huang